# Mâchecroute
Ne doit pas être confondu avec Mâchecourt, Machecoul, Mâchecoui, Mâchicoulis ou Machico.
La ou le Mâchecroute (ou Mâche-Croûte) est un dragon légendaire vivant dans les eaux du Rhône à Lyon. Elle serait capable de provoquer crues et sécheresses, en plus de dévorer humains et animaux. Au cours du carnaval de Mardi Gras, la Mâchecroute était promenée sous forme d'une marionnette, puis jetée dans le Rhône.
Des variantes de la Mâchecroute, aquatiques ou non, existent également en Savoie, en Isère et dans le Forez.

## Descriptif

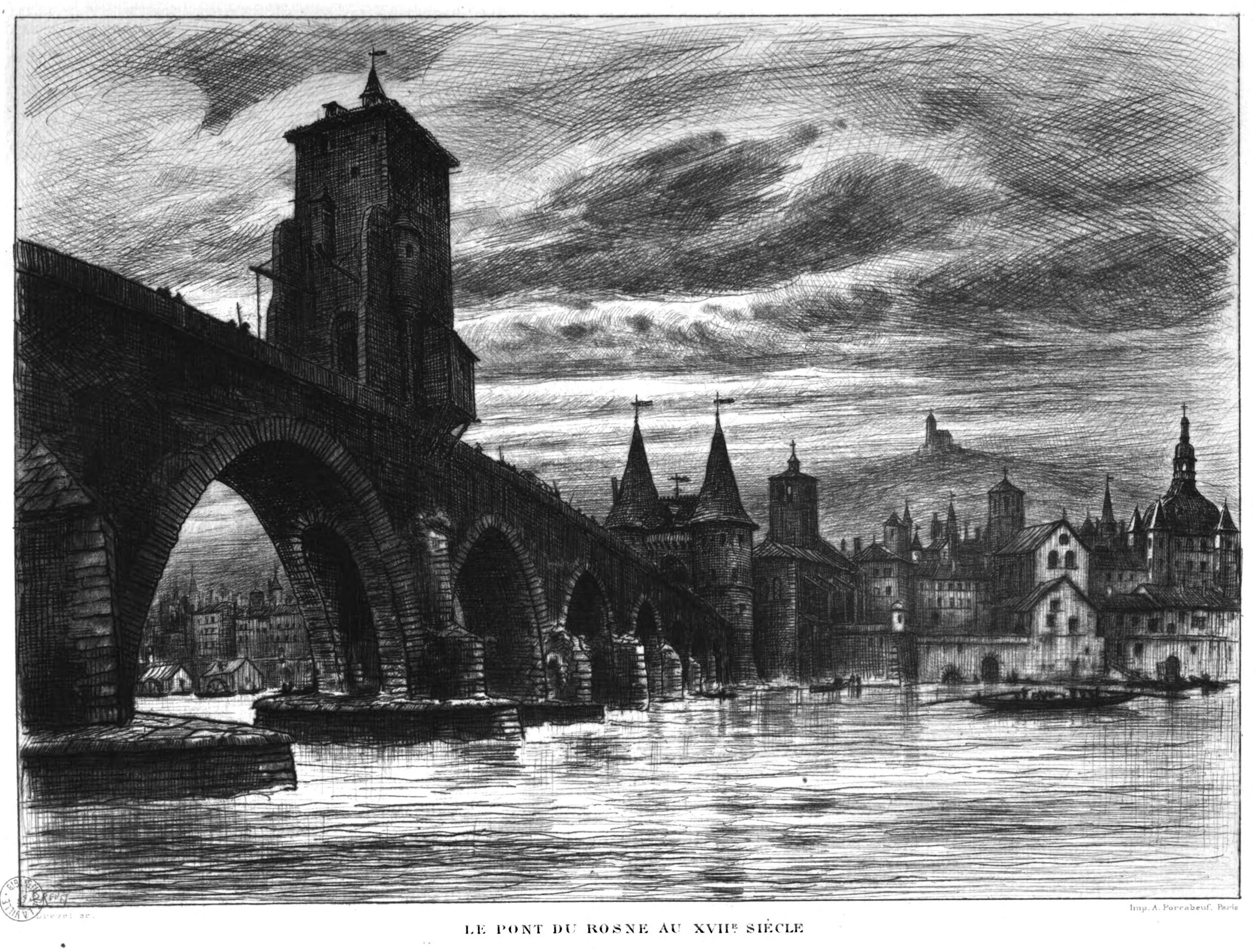
Représentation du pont du Rhône au XVIIe siècle, devenu le pont de la Guillotière.

La Mâchecroute est un animal aquatique semblable à un dragon vivant dans le fleuve Rhône, à la hauteur de l'actuel pont de la Guillotière.
Rabelais décrit ainsi la marionnette à l'effigie de la Mâchecroute présentée lors du carnaval au XVIe siècle : 
« A Lion au carneval on l’appelle Maschecroutte : ilz la nommoient Manduce. C’estoit une effigie monstrueuse, ridicule, hydeuse, & terrible aux petitz enfans : ayant les œilz plus grands que le ventre, & la teste plus grosse que tout le reste du corps, avecques amples, larges, & horrificques maschouères bien endentelées tant au dessus comme au dessoubs : les quelles avecques l’engin d’une petite chorde cachée dedans le baston doré l’on faisoit l’une contre l’aultre terrificquement clicquetter, comme à Metz l’on faict du Dragon de sainct Clemens. »

## Histoire
La légende de la Mâchecroute est apparue au Moyen âge. Elle est évoquée par Rabelais dans Le Quart-Livre en 1552. Selon le Littré de la Grand'Côte, « La Mâchecroûte était évidemment un souvenir du Manducus latin, d’après Plaute et Festus mannequin pourvu de mâchoires et de dents énormes, qu’on promenait dans certains jeux publics. »
La légende aurait perdu en vitalité avec l'endiguement des rives du Rhône en 1856, qui a permis de réguler crues et inondations. La troisième édition du Littré de la Grand'Côte rapporte qu'en 1903 « La tradition, comme le mot, est complètement oubliée. »
Elle fait néanmoins toujours partie du folklore lyonnais. Les archives municipales ont axé autour d'elle leur médiation auprès des jeunes publics sur la question du changement climatique entre 2012 et 2013. Une publication municipale humoristique annonce la découverte d'un œuf de Mâchecroute à l'occasion du premier avril 2019. Le festival Entre Rhône et Saône l'a choisie comme mascotte en 2022.

## Interprétations du mythe
La Mâchecroute s'inscrit dans la tradition des dragons ou serpents aquatiques, très répandus dans le folklore européen, ainsi que dans les mythologies païennes et chrétiennes. Selon Annie Cazenave, ces mythes sont des variations « populaires » sur la thématique chrétienne du dragon, ou encore du Léviathan. Le Léviathan, monstre marin datant de l'épisode biblique de la Création, est un symbole de l'Apocalypse, « de la nuit, du noir, de l'ombre et de la fatalité aquatique ». Les pratiques carnavalesques autour de marionnettes monstrueuses comme celle de la Mâchecroute symboliseraient donc la victoire des forces divines sur celles de l'Apocalypse.
Pour le géographe Philippe Reyt, ces diverses représentations auraient une fonction sociale liée aux risques aquatiques. Elles « seraient une image profane de l'eau vive destinée à illustrer le comportement de celle-ci et à entretenir la conscience de la crue au sein de la société, tout en exorcisant l'angoisse de cette dernière par la fête et le masque ».
D'après l'enquête ethnographique de Charles Joisten en Isère et en Savoie dans les années 1950-1960, la Mâchecroute, peut également être présentée comme un « croquemitaine », aquatique ou non, dévorant préférentiellement les enfants. Sa fonction était alors plutôt d'effrayer les enfants pour s'assurer de leur obéissance en général, et plus particulièrement pour les tenir éloignés de dangers potentiels, en particulier « celui de l'eau, avec les rivières, les torrents, les puits et les mares ».
Le géographe Jacques Béthemont rapproche la Mâchecroute de la Tarasque de Tarascon ou de la Gargouille de Rouen.
Le festival entre Rhône et Saône (FERES) organisé par la ville de Lyon a repris cette légende. Lors de la troisième édition du festival en 2024, l'entreprise Insolit Creations présente lors d'une scénographie imaginée par Oriane Goncalves une mâchecroute animée (création Johan Garcia en collaboration avec Oriane Goncalves), lors d'un spectacle en duo avec une tortue (création Oriane Goncalves) dont la carapace reprenait les vitraux de la basilique de Fourvière. La mâchecroute aiderait à retrouver Uranie (création Oriane Goncalves), la neuvième muse des arts, qui est la seule, perdue, qui ne figure pas sur la façade de l'opéra de Lyon.